# 馮美基
冯美基（英語：May Fung Mei Kei，1945年10月15日—），人称“May姐”或“雞汁May”，也曾被称为“林太”（前夫姓林），是香港女性传媒人、经理人。冯美基曾担任多家香港电视传媒的高层。其毕业于香港大学英文系（1966年二級榮譽，修現代語言學及英文），也担任香港浸会大学校董。藝人梁詠琪的伯娘。

## 简介

### 事业
冯美基是香港电视从业人员，1960年代受黄霑邀请加入丽的电视（RTV），负责策划编辑丽的综艺节目《青年联谊会》、《金玉满堂》。其后1967年香港无线电视（TVB）开台，冯美基受蔡和平之邀加入无线电视。冯美基联同陈自强、简而清、刘天赐、吴雨、甘国亮组建了无线电视艺员部。
冯美基也曾加入电影圈，担任制片人角色，以林冯美基（林太）的名义为香港和台湾多位明星策划过戏剧形象和角色，成功捧红多位香港电影红星，如萧芳芳、秦祥林主演的香港电影《跳灰》等等。
1992年，冯美基加入吴光正和吴天海的电视集团，担任执行董事一职，筹建香港有线电视。2002年，冯美基正式从香港有线电视退休，只担任香港有线电视顾问一职，正式退出香港影视圈，只担任香港电台公共广播服务检讨委员会委员，也在香港公开大学开办礼仪课程。
2010年代，冯美基涉足饮食业，开饼店，并出版过多本食谱，并为香港多家电视传媒主持过饮食节目，也经常担任饮食节目、综艺节目的特邀嘉宾，如香港有线电视《美食法庭》、无线电视《May姐有請》等等。

### 家庭
冯美基先后经历两段婚姻，踏入六十岁，才与财经界人士梁先生(梁詠琪的伯父)展开第二段黄昏恋。有一对子女。

## 軼事
由於拍攝《May姐有請》節目時，應贊助商要求而在烹飪過程中經常使用「雞汁」，因而被網民戲稱為「雞汁May」。

## 外部連結
- 東周刊專欄 - May姐美食情  （页面存档备份，存于）
- 馮美基 為了大家開心
- 2001年旭茉JESSICA成功女性:：冯美基
- 冯美基论五虎 （页面存档备份，存于）
- TVB艺员统筹 无上权力--林冯美基 （页面存档备份，存于）